# Nandu pampový
Nandu pampový (Rhea americana) je velký, nelétavý pták podobný pštrosovi. Váží více než 23 kg. Dožívá se 15 a více let. V mládí vodí mláďata samec, samice se k nim později přidají. Dovede velmi rychle běhat. Jedná se o relativně inteligentního ptáka, jak ukazuje například schopnost mláďat si hrát a řešit jednoduché problémy.

## Výskyt
Nandu pampový žije v stepích a savanách Argentiny, severovýchodní Brazílie a Bolívie. Přestože jejich stavy lovem a v důsledku obdělávání půdy prořídly, ještě dnes lze spatřit třicetihlavá hejna.
V Evropě žije divoká populace nandu v Německu. Přibližně v roce 2000 zde uteklo několik jedinců z chovu. Rozmnožili se natolik, že zemědělcům působí škody na úrodě. Od roku 2017 proto probíhá ničení vajec. Přesto v roce 2018 zdejší populace čítala 566 jedinců, z nichž více než polovina byla tohoroční mláďata. Blíže viz článek v Ostsee-Zeitung.

## Vzhled
Samice je světlejší než samec, který má černý krk. Křídla jim pomáhají při rychlém běhu. Mláďata se od rodičů liší pruhováním, které jim poskytuje přirozené maskování ve vysoké trávě.

## Potrava
Dospělí se živí semeny, listy a plody. Občas se živí i hmyzem a menšími obratlovci. Mláďata se živí hlavně hmyzem.

## Rozmnožování

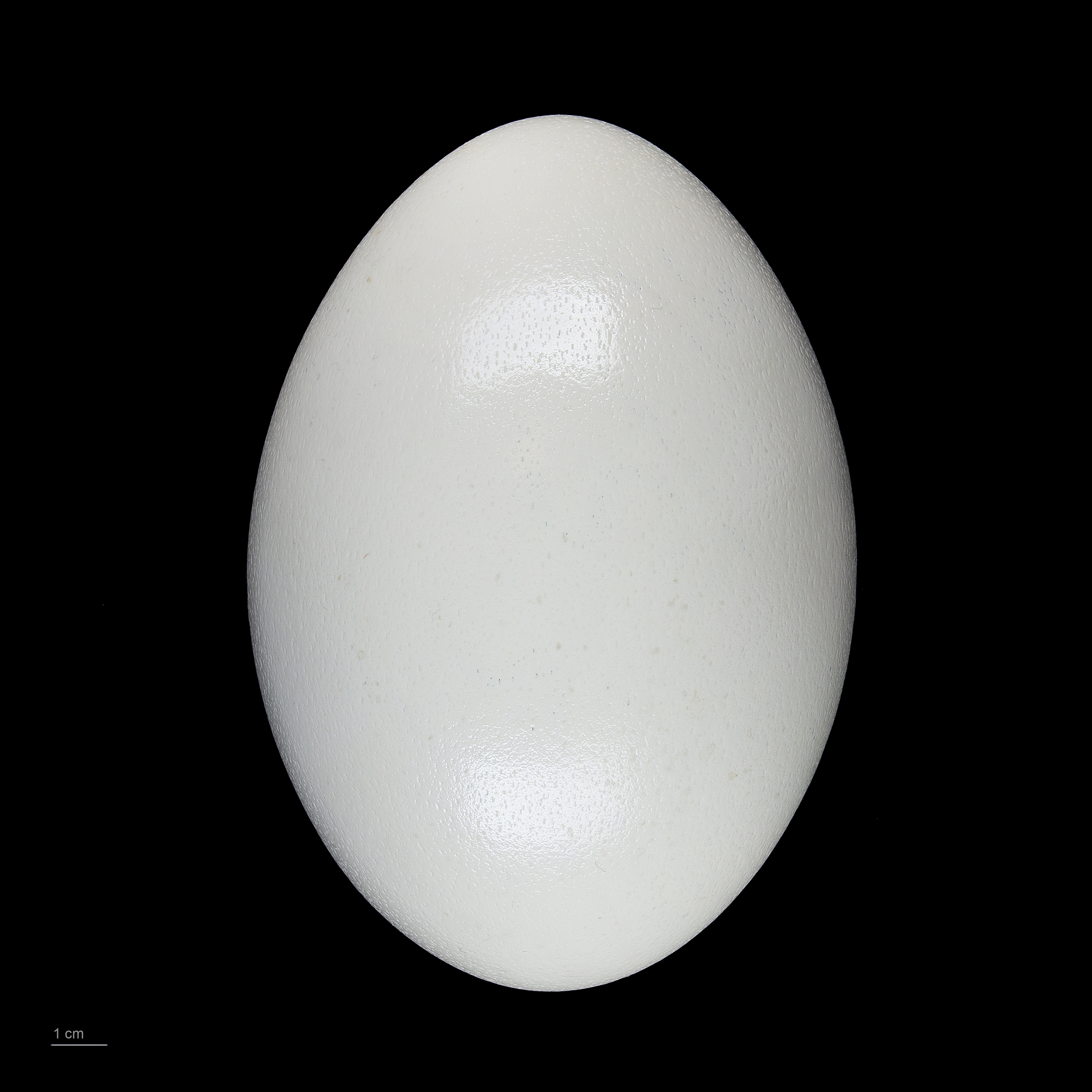
Vejce druhu Rhea americana

V době hnízdění se samec páří s několika samicemi. Hnízdo je mělké místo v zemi. Do něho snáší několik samiček více než deset vajíček až 600 gramů těžkých. Tento proces trvá více než šest dní, přesto se kuřátka vylíhnou ve stejný den. Na vajíčkách sedí výhradně samec, a sice kolem čtyřiceti dní. Rodinka z bezpečnostních důvodů brzy hnízdo opouští. Nevylíhnutá vejce jsou ponechána svému osudu. Jsou oblíbenou a výživnou pochoutkou lišky.
Mláďata už po prvním roce dosahují velikosti dospělého jedince. V následujícím roce dosahují i pohlavní dospělosti.

## Chov v zoo
Nandu pampový je poměrně běžným chovancem zoologických zahrad. V Česku ho můžeme nalézt např. v
- Zoo Olomouc
- Zoo Plzeň
- Zoo Ústí nad Labem
- Zoo Chleby

- Zoo Dvorec
- Zoo Jihlava
- Zoo Děčín

Na Slovensku je chován ve všech tradičních Zoo.